# L'Apprenti Père Noël et le Flocon magique
Pour plus de détails, voir Fiche technique et Distribution.
L'Apprenti Père Noël et le Flocon magique est un film de Noël d'animation français réalisé par Luc Vinciguerra et sorti en 2013. Il est la suite de L'Apprenti Père Noël sorti en 2010 et basé sur la série télévisée éponyme.

## Synopsis
Nicolas, sept ans, est le successeur du Père Noël. Lourde responsabilité pour lui : il accomplit la tournée de son premier Noël. Cependant, le jeune novice est contraint d'empêcher une terrible catastrophe : partout, dans le monde, le pouvoir magique de Noël est en train de s’estomper et c'est lui qui en est la cause. Nicolas a en réalité contracté la Grande-Personnelose, la 
maladie des enfants qui veulent grandir trop vite. Le Conseil des anciens Pères Noëls entreprend sans tarder de lui retirer ses attributions, mais Nicolas est résolu à retrouver son titre de Père Noël.

## Fiche technique
- Titre : L'Apprenti Père Noël et le Flocon magique
- Réalisation : Luc Vinciguerra
- Scénario : Alexandre Révérend, Luc Vinciguerra et David Freedman
- Musique : Robert Marcel Lepage
- Animateur : Coco Noël
- Montage : Soline Guyonneau
- Producteur :
  - Producteur exécutif : Jean-Pierre Quenet et Heath Kenny
  - Producteur délégué : Pierre Belaisch
  - Producteur associé : Anil Patel, Kaine Patel et Clinton Skibitzky
- Production : Gaumont Alphanim
- Distribution : Gaumont Distribution
- Pays :  France
- Durée : 85 minutes
- Genre : animation
- Dates de sortie :
  -  France : 20 novembre 2013

## Distribution
- Nathan Simony : Nicolas
- Benoît Allemane : le Père Noël
- Vincent Grass : le Père Noël victorien
- Jean-Claude Donda : Monsieur Rassi
- Alexis Tomassian : Randolf
- Pascal Sellem : Edgar
- Évelyne Grandjean : Solange Folichon
- Alice Révérend : l'autre Solange
- Kylian Trouillard : Tim Tim
- Céline Melloul : Rufus